# Leucospis sumichrastii
Leucospis sumichrastii is een vliesvleugelig insect uit de familie Leucospidae. De wetenschappelijke naam is voor het eerst geldig gepubliceerd in 1872 door Cresson.